# Solanum refractifolium
Solanum refractifolium är en potatisväxtart som beskrevs av Otto Sendtner. Solanum refractifolium ingår i släktet skattor som ingår i familjen potatisväxter. Inga underarter finns listade i Catalogue of Life.